# Ливингстън (град, Калифорния)
Вижте пояснителната страница за други значения на Ливингстън.
Ливингстън (на английски: Livingston) е град в окръг Мърсед, щата Калифорния, САЩ. Ливингстън е с население от 14 140 жители (по приблизителна оценка от 2017 г.) и обща площ от 9 km². Намира се на 40 m надморска височина. ЗИП кодовете му са 95334, а телефонният му код е 209.